# Brzustówek
Brzustówek – wieś w Polsce położona w województwie łódzkim, w powiecie opoczyńskim, w gminie Opoczno.
| SIMC    | Nazwa              | Rodzaj    |
| ------- | ------------------ | --------- |
| 0546992 | Brzustówek-Kolonia | część wsi |
| 0547000 | Sikornik           | część wsi |

W latach 1975–1998 miejscowość administracyjnie należała do województwa piotrkowskiego.
Wierni Kościoła rzymskokatolickiego należą do parafii św. Wawrzyńca w Kunicach.